# Дольмены в Кочхане, Хвасуне и на Канхвадо
Дольмены в Кочхане, Хвасуне и на Канхвадо — несколько сотен каменных мегалитических сооружений — дольменов, используемых в ритуальных целях и расположенных на Корейском полуострове. Были созданы в первом тысячелетии до н. э. во время мегалитической культуры. В 2000 эти дольмены были включены в список Всемирного наследия ЮНЕСКО. В Корее расположено более 50 % всех дольменов мира и большинство из них находится в Кочхане, Хвасуне и на острове Канхвадо.
Каменные мегалитические сооружения ставились на могилы знати. Археологи находят в них гончарные изделия, бронзовые и другие украшения. Исследование дольменов позволяет судить о технологиях обработки и транспортировки камня в то время.
Датируются корейские дольмены VII веком до н. э. в таких местах как Кочхан, практика их возведения заканчивается III веком до н. э. Культура дольменов тесно связана с неолитической и бронзовой культурами древней Кореи.
Раскопки в этих местах начались в 1965 году. С тех пор корейское правительство организовало и спонсировало множество археологических исследований и раскопок.

## Описание
Дольмены Восточной Азии обычно делятся на два типа — северный и южный. Первый из них представляет собой четыре камня, образующих стены сооружения с каменной плитой поверх них, служащей крышей. Во втором типе каменная могила находится под землёй, сверху неё располагается каменная крышка.

### Дольмены в Кочхане

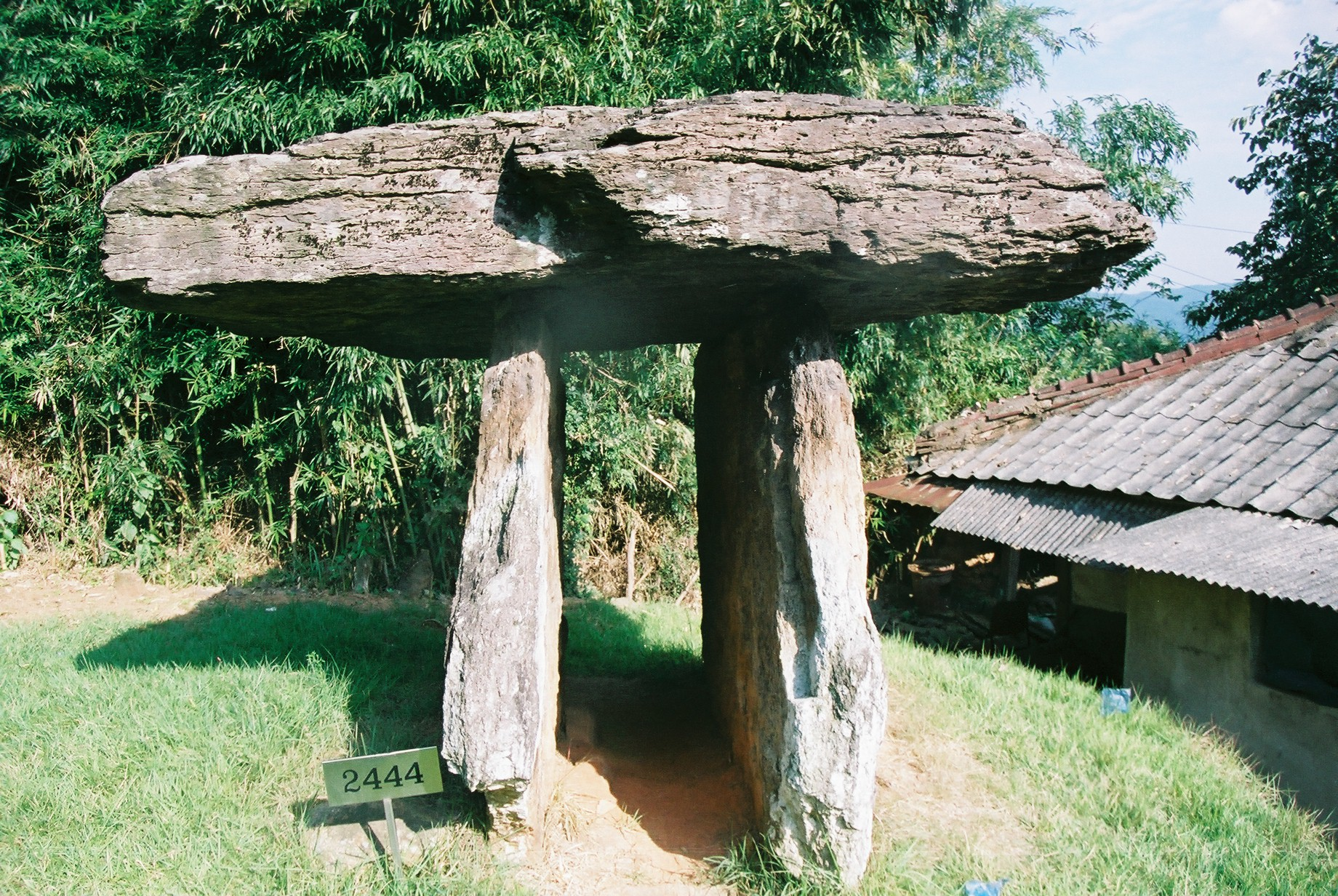
Дольмен в Кочхане

Эта группа сооружений самая большая и наиболее разнообразная. Находятся в основном в деревне Мэсан. Дольмены строились с востока на запад у подножия нескольких холмов на высоте от 15 до 50 метров. В большинстве случаев каменные крышки сооружений имеют длину от 1 до 5 метров и весят от 10 до 300 тонн. Всего в этом районе описано 442 дольмена. Датируются сооружения VII веком до н. э.

### Дольмены в Хвасуне

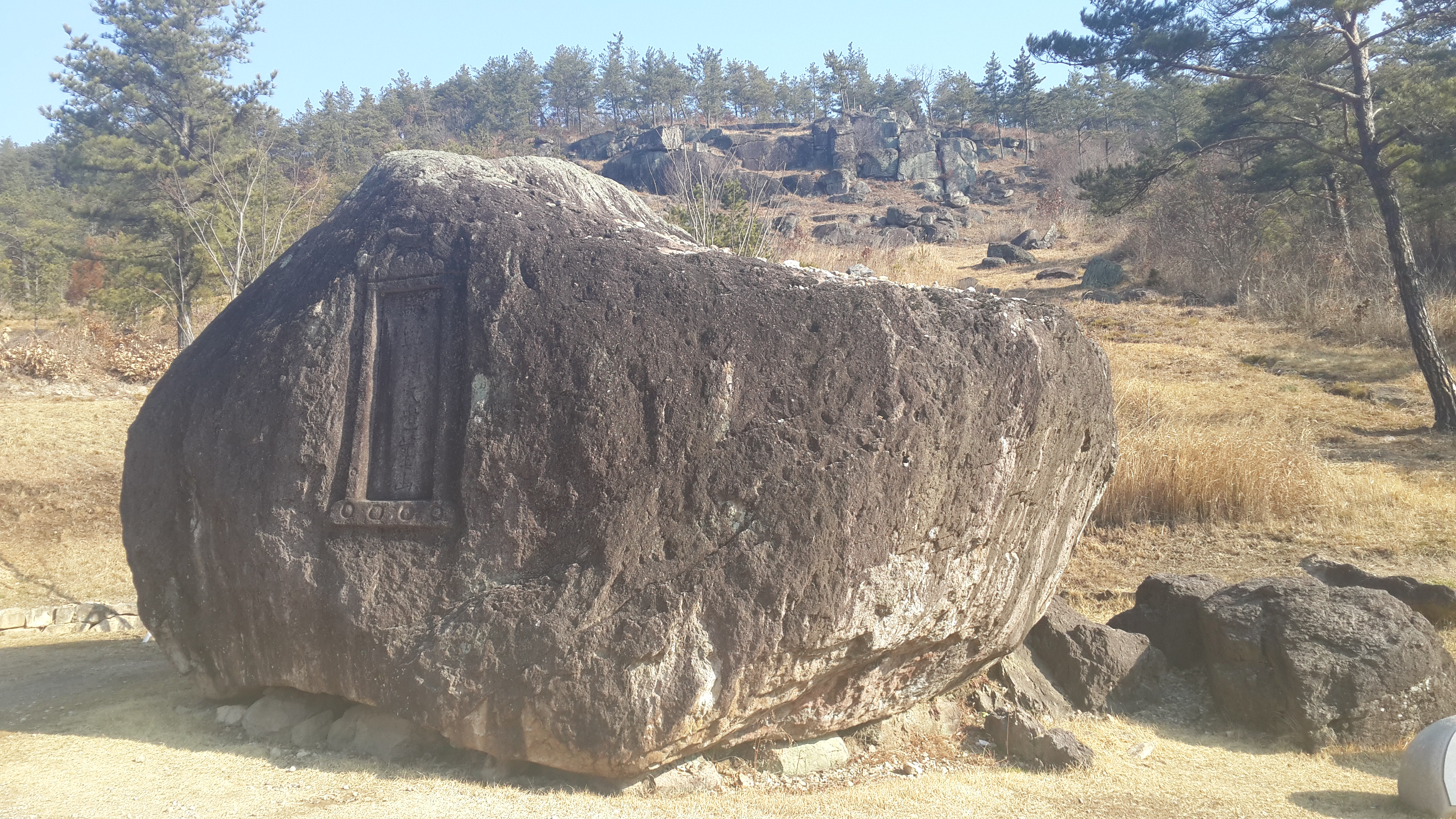
290-тонный дольмен в Хвасуне

Эти дольмены расположены на склонах холмов вдоль реки Чисоккан. Группа в Хёсан-ли содержит 158 сооружений, группа в Тасин-ли — 129. Эти дольмены сохранились лучше, чем кочханские. Найдена также каменоломня, в которой добывался камень, использовавшийся при строительстве. Датируются эти дольмены VI—V веками до н. э.

### Дольмены на Канхвадо

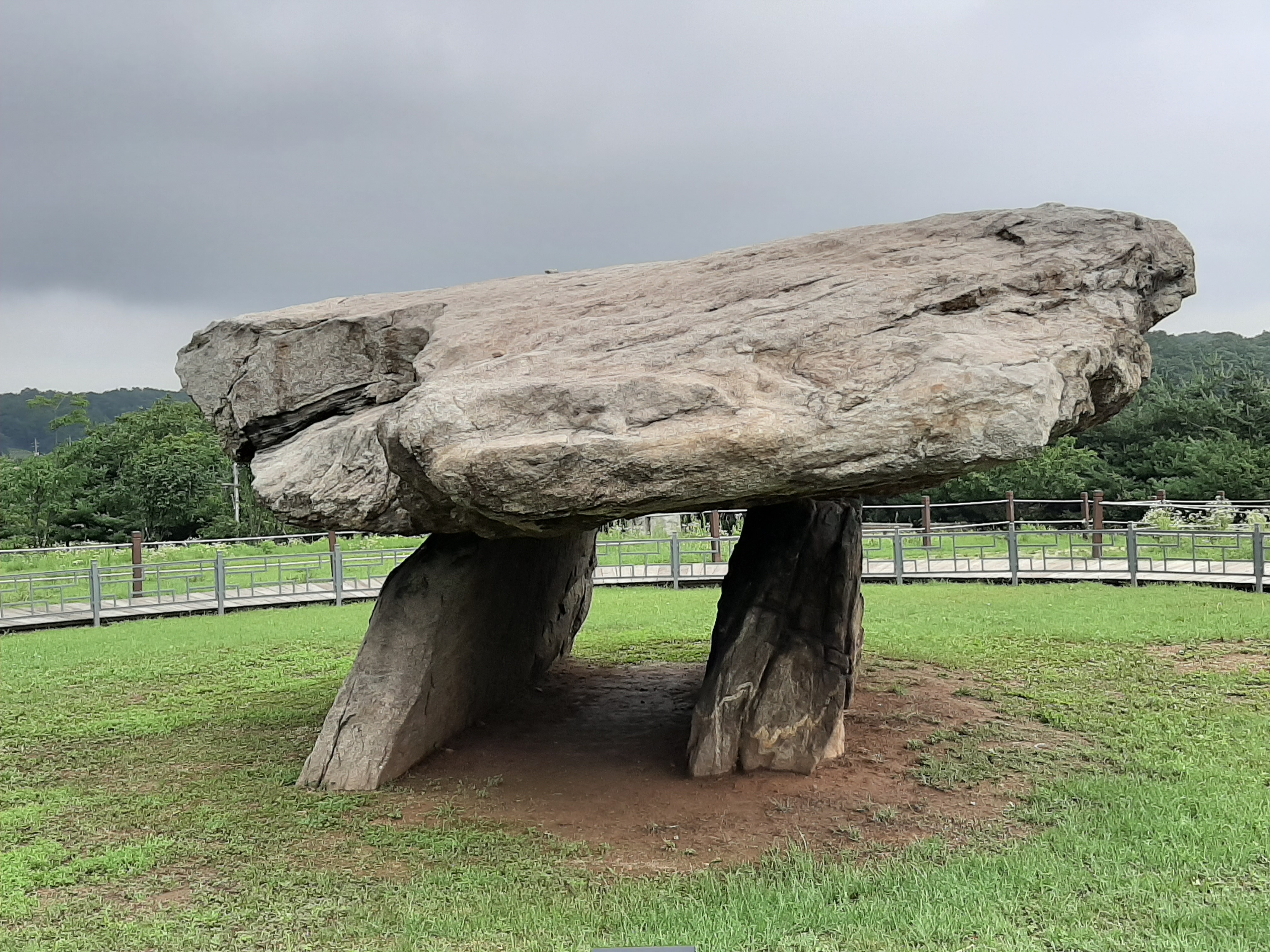
Дольмен на Канхвадо

Эта группа расположена на острове Канхвадо. Расположены на склонах гор, то есть находятся выше, чем другие группы. Считается, что эти дольмены самые древние, однако точную датировку ещё провести не удалось.
Самый известный дольмен на Канхвадо — дольмен северного типа, где, возможно, проводились церемонии поклонения предкам. Его каменная крышка является крупнейшей в Южной Корее, имея размер 2,6 x 7,1 x 5,5 метров .